# Kalapuya-Sprachen

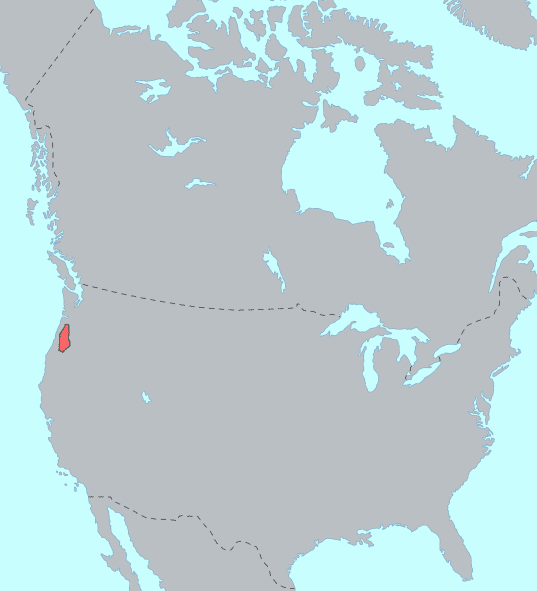
Verbreitungsgebiet der Kalapuya-Sprachen vor den Zwangsumsiedlungen in der Mitte des 19. Jahrhunderts

Die Kalapuya-Sprachen sind eine kleine indigene amerikanische Sprachfamilie. Zu ihr gehören drei Sprachen, die bis in die Mitte des 20. Jahrhunderts im Willamette-Tal im US-Bundesstaat Oregon von den Kalapuya-Stämmen gesprochen wurden.

## Klassifikation
Diese Sprachfamilie besteht aus folgenden Sprachen:
- Nord-Kalapuya (zwei Dialekte: Tualatin, Yamhill) (†)
- Zentral-Kalapuya (mehrere Dialekte, darunter: Santiam, Mary’s River) (†)
- Süd-Kalapuya (Yonkalla) (†)

## Beziehung zu anderen Sprachfamilien
Es gibt bislang keine generell akzeptierte Hypothese über die genetischen Beziehungen der Kalapuya-Sprachen zu anderen Sprachfamilien. Seit Sapir (1929) werden sie in vielen Publikationen den Penuti-Sprachen zugerechnet. Campbell (1997) und Mithun (1999) betrachten die Penuti-Hypothese nicht als rigoros nachgewiesen, daher zählen sie die Kalapuya-Sprachen zu den isolierten Sprachfamilien.